# Geophilus phanus
Geophilus phanus är en mångfotingart som beskrevs av Chamberlin 1943. Geophilus phanus ingår i släktet Geophilus och familjen storjordkrypare. Inga underarter finns listade i Catalogue of Life.